# 派翠克·華德
派翠克·華德（Patrick Huard，1969年1月2日—）是加拿大的一位演員和喜劇演員。華德是一位法國裔加拿大人，自1993年開始出演電視。他也自1997年開始就出演電影。